# Joppa aureomarginata
Joppa aureomarginata là một loài tò vò trong họ Ichneumonidae.